# الرابطة الجهوية الأولى لكرة القدم
الرابطة الجهوية الأولى لكرة القدم هي القسم الخامس لكرة القدم في الجزائر، الرابطة لها ثماني مجموعات على أساس جهة النادي في البلاد، كل مجموعة تتكون من 16 ناديا من الجهة المعنية.
الرابطات الجهوية تتكون من :
- الرابطة الجهوية لكرة القدم لعنابة
- الرابطة الجهوية لكرة القدم لقسنطينة
- الرابطة الجهوية لكرة القدم لباتنة
- الرابطة الجهوية لكرة القدم لورقلة
- الرابطة الجهوية لكرة القدم للجزائر العاصمة
- الرابطة الجهوية لكرة القدم لوهران
- الرابطة الجهوية لكرة القدم للبليدة
- الرابطة الجهوية لكرة القدم لسعيدة

## وصلات خارجية
- الموقع الرسمي للرابطة الجهوية لكرة القدم لعنابة
- الموقع الرسمي للرابطة الجهوية لكرة القدم لقسنطينة
- الموقع الرسمي للرابطة الجهوية لكرة القدم لباتنة
- الموقع الرسمي للرابطة الجهوية لكرة القدم لورقلة
- الموقع الرسمي للرابطة الجهوية لكرة القدم للجزائر
- الموقع الرسمي للرابطة الجهوية لكرة القدم للبليدة
- الموقع الرسمي للرابطة الجهوية لكرة القدم لسعيدة
- الموقع الرسمي للرابطة الجهوية لكرة القدم لوهران

## الاتحادية الجزائرية لكرة القدم
- موقع الاتحادية الجزائرية لكرة القدم

## مواضيع ذات صلة
- كرة القدم في الجزائر
- الاتحادية الجزائرية لكرة القدم
- كأس الجمهورية الجزائرية لكرة القدم
- كأس الرابطة الوطنية الجزائرية لكرة القدم
- كأس السوبر الجزائري